# Municipio de Brecknock (condado de Lancaster)
El municipio de Brecknock (en inglés: Brecknock Township) es un municipio ubicado en el condado de Lancaster en el estado estadounidense de Pensilvania. En el año 2000 tenía una población de 6.699 habitantes y una densidad poblacional de 103.8 personas por km².

## Geografía
El municipio de Brecknock se encuentra ubicado en las coordenadas 40°11′44″N 76°02′09″O / 40.19556, -76.03583.

## Demografía
Según la Oficina del Censo en 2000 los ingresos medios por hogar en la localidad eran de $51,505 y los ingresos medios por familia eran de $53,329. Los hombres tenían unos ingresos medios de $36,210 frente a los $22,652 para las mujeres. La renta per cápita de la localidad era de $18,578. Alrededor del 8,8% de la población estaba por debajo del umbral de pobreza.